# Ockultism
Ockultism (av latin: occu'ltus, av o'cculo dölja, förborga) är systematisk användning av det fördolda, till exempel att söka kontakt med andliga krafter bortom den fysiska verkligheten. Ockultism är ett vanligt inslag inom religion – och berömda uttolkare av det ockulta (genom uppenbarelser) anses vara "helgon" eller "upplysta".[källa behövs] Moderna ockulta rörelser räknas ofta till de nyreligiösa rörelserna eller New Age.
Ett annat exempel på ockultism är (öppen) kommunikation med (för utomstående hemliga) symboler.
I historisk tid till exempel under renässansen och upplysningstiden och i modern tid har ockulta drag förekommit inom de flesta spridda ideologier – såväl inom kollektivistiska som individualistiska. En portalfigur i den moderna politiskt obundna ockultismen var Aleister Crowley.

## Historik
Benämningen ockultism härstammar från titeln på ett verk av Agrippa von Nettesheim, De occulta philosophia (1533). Senare har det fått innefatta även sådana läror som teosofi och antroposofi. Gemensamt för de ockulta riktningarna är att de förutsätter översinnliga krafter, naturlagar och medvetandetillstånd som verkliga fenomen. En gren av ockultismen lägger stor vikt vid de inåtvända hemligheterna i sina läror. Denna sida har sin bakgrund i antikens mysteriesällskap, i vilka man genom särskilda vigningar fick del av en hemlig kunskap. Sådana sällskaps fortsatta existens har bevarat många av ockultismens tankegångar. Ockultismens idéer kan svårligen göras tillgängliga för kontrollerande vetenskapliga undersökningar och experiment. 

## Exempel på ockultism
- alkemi
- astrologi
- hermetism
- magi
- rosencreuzarna
- spiritism
- swedenborgianism
- teosofi